# Planes (község)
Planes község Spanyolországban, Alicante tartományban. Lakosainak száma 696 fő (2024). Planes Alcocer de Planes, Almudaina, Balones, Beniarrés, Benimarfull, Benimassot, Gaianes, Lorcha/L'Orxa, La Vall d’Alcalà és Vall de Gallinera községekkel határos.

## Népesség
A település lakosságának változását az alábbi diagram mutatja:
| Lakosok száma | 805  | 794  | 799  | 844  | 836  | 778  | 725  | 693  | 693  | 696  |
|               | 2001 | 2004 | 2006 | 2009 | 2011 | 2014 | 2016 | 2019 | 2021 | 2024 |